# La Pension du Docteur Eon

La Pension du Docteur Eon est une série de bande dessinée en deux volumes autour de la folie. Écrite par Patrick Cothias et dessinée et colorisée par Griffo, elle est publiée sous forme d'un diptyque par Le Lombard en 1998-1999.

## Synopsis
Gabrielle Lange, journaliste radio ambitieuse et arriviste, part faire un reportage avec son technicien Mathieu White sur le Docteur Arnold Eon. Ce dernier s'est établi dans les Highlands, loin de tout afin que les pensionnaires puissent convertir l'imaginaire en réel…

## Albums
- Le Lombard, coll. « Signé » :

1. (1998)[1]
2. (1999)[2]